# كارولي ويكيلت
كارولي ويكيلت (بالرومانية: Károly Weichelt)‏ (2 مارس 1906 - 4 يوليو 1971) لاعب كرة قدم روماني راحل كان يجيد اللعب في خط حراسة المرمى.
لعب طوال مسيرته الرياضية في أندية أراد (1924-1926) أوراديا (1933-1935) غلوريا أراد (1935-1937).
مثل منتخب رومانيا في مباراة واحدة (1924-1934). شارك مع منتخب رومانيا في بطولة كأس العالم 1934 في إيطاليا حيث خرج من الدور الثمن النهائي.

## وصلات خارجية
- كارولي ويكيلت على موقع الاتحاد الدولي (مؤرشف)  (الإنجليزية)
- كارولي ويكيلت على موقع قاعدة بيانات كرة القدم.إي يو (الإنجليزية)
- كارولي ويكيلت على موقع ناشيونال فوتبول تيمز (الإنجليزية)
- كارولي ويكيلت على موقع عالم كرة القدم.نت (الإنجليزية)

- سيرة ذاتية